# Hamberg (Schmalkalden)
Hamberg ist eine Wüstung auf dem Gemeindegebiet der Stadt Schmalkalden im thüringischen Landkreis Schmalkalden-Meiningen.

## Geografie
Die Wüstung lag rund fünf Kilometer westlich der heutigen Kernstadt Schmalkaldens im Tal der Schmalkalde, wenige hundert Meter südwestlich des heutigen Mittelschmalkalden und westlich von Möckers. Heute ist die ehemalige Ortsstelle unbesiedelt und es sind keine Überreste der Siedlung mehr erkennbar.

## Geschichte
Im Jahre 1169 wurde das Dorf erstmals urkundlich erwähnt und gehört der Herrschaft Schmalkalden an. Ab dem späten 14. Jahrhundert begann, auch bedingt durch den Bevölkerungsrückgang der kleinen Siedlung durch die Pest, die allmähliche Übersiedlung der Bevölkerung in die größeren Nachbarorte, vor allem nach Mittelschmalkalden. Spätestens zur Zeit des Dreißigjährigen Krieges war der Ort wüst gefallen.

## Religion
Im Ort gab es die steinerne Kapelle St. Maria, die im Dreißigjährigen Krieg von den Schweden zerstört wurde, um das Baumaterial nutzen zu können.